# Procedure in bassa visibilità
Con il termine Procedure in bassa visibilità (LVP - Low Visibility Procedures) si definiscono in aeronautica le misure e le azioni atte a consentire le cosiddette "Operazioni ogni tempo" (AWO - All-Weather Operations), e cioè operazioni di rullaggio, decollo, avvicinamento e atterraggio in condizioni di visibilità ridotta.
Tali procedure, differenti per ogni tipologia di operazione, si sviluppano attorno a dei valori minimi di visibilità al suolo, portata visuale di pista (RVR - Runway visual range), altezza della base delle nubi e altitudine/altezza di decisione stabiliti dall'Organizzazione Internazionale dell'Aviazione Civile ed eventualmente recepite dai singoli enti nazionali preposti.
Nel determinare tali valori minimi vengono considerati diversi fattori, riducibili schematicamente a:
- caratteristiche, operatività ed affidabilità degli equipaggiamenti di terra;
- caratteristiche dell'aeromobile e suo equipaggiamento;
- procedure stabilite dalle compagnie;
- livello di esperienza ed addestramento degli equipaggi di volo.

Le procedure in bassa visibilità sono riservate agli utenti abilitati al volo secondo le Regole del volo strumentale (IFR - Instrumental Flight Rules); sono pertanto precluse agli aeromobili che intendono seguire le Regole del volo a vista (VFR - Visual Flight Rules).

## Operazioni di avvicinamento e di atterraggio
Le procedure di avvicinamento strumentale si suddividono in:
- operazioni di avvicinamento ed atterraggio non di precisione;
- operazioni di avvicinamento ed atterraggio di precisione.

Le operazioni "non di precisione" utilizzano sistemi di guida che indicano al pilota solo il corretto allineamento dell'aeromobile con l'asse della pista d'atterraggio (es. VOR o NDB), mentre le operazioni "di precisione" utilizzano sistemi di guida che indicano anche il corretto angolo di planata (es. ILS o MLS).
Nelle procedure di avvicinamento e atterraggio di precisione, è necessario attenersi alle specifiche previste per la categoria di operazioni in atto. Le categorie sono:
- categoria I;
- categoria II;
- categoria III suddivisa in A, B e C.

### Operazioni in Categoria I
Le operazioni in Categoria I (CAT I - cat-uno) prevedono l'avvicinamento strumentale di precisione con:
- Altezza di decisione (DH - Decision Height) non inferiore a 60 metri (200 ft), e
- Visibilità generale non inferiore a 800 metri o portata visiva di pista (Runway Visual Range - RVR) non inferiore a 550 metri.

### Operazioni in Categoria II
Le operazioni in Categoria II (CAT II - cat-due) prevedono l'avvicinamento strumentale di precisione con:
- DH inferiore a 60 metri (200 ft) ma non inferiore a 30 metri (100 ft), e
- RVR non inferiore a 300 m.

### Operazioni in Categoria III/A
Le operazioni in Categoria III/A (CAT III/A - cat-tre-alpha) prevedono l'avvicinamento strumentale di precisione con:
- DH inferiore a 30 metri (100 ft), e
- RVR non inferiore a 200 metri.

### Operazioni in Categoria III/B
Le operazioni in Categoria III/B (CAT III/B - cat-tre-bravo) prevedono l'avvicinamento strumentale di precisione con:
- DH inferiore a 15 metri (50 ft) e
- RVR inferiore a 200 metri ma non al di sotto di 75 metri.

### Operazioni in Categoria III/C
Le operazioni in Categoria III/C (CAT III/C - cat-tre-charlie) prevedono l'avvicinamento strumentale di precisione con:
- DH pari a zero e
- RVR inferiore a 75 metri.

L'Italia non ha recepito la Categoria III/C nel proprio ordinamento normativo.

## Decolli in bassa visibilità
Un decollo in bassa visibilità (LVTO - Low Visibility Take-Off) è un decollo effettuato da una pista con RVR inferiore a 400 metri.
I decolli in bassa visibilità sono consentiti solo da aeroporti, macchine ed equipaggi idonei allo svolgimento di operazioni in CAT II o CAT III, a meno di diverse disposizioni delle autorità aeroportuali locali.

## Operazioni sull'area di manovra
Per quanto riguarda il rullaggio degli aeromobili sull'area di manovra, vengono individuate tre diverse condizioni operative:

### Condizione di Visibilità 1
Per Condizione di Visibilità 1 si intende una visibilità tale da consentire:
- Agli equipaggio dei velivoli di rullare e di separarsi visivamente da ogni altro traffico presente nell'area di movimento e;
- Al personale ATC di esercitare visivamente il controllo su tutto il traffico.

### Condizione di Visibilità 2
Per Condizione di Visibilità 2 si intende una visibilità tale da consentire:
- Agli equipaggio dei velivoli di rullare e di separarsi visivamente da ogni altro traffico presente nell'area di movimento, ma;
- Non al personale ATC di esercitare visivamente il controllo su tutto il traffico.

### Condizione di Visibilità 3
Per Condizione di Visibilità 3 si intende una Portata visuale di pista (RVR - Runway visual range) inferiore a 400 metri.